# Weststadt (Schwerin)
Die Weststadt ist ein Stadtteil der mecklenburg-vorpommerschen Landeshauptstadt Schwerin. Sie liegt am Lankower, Medeweger und Osttorfer See.
Die Weststadt liegt zwischen den Stadtteilen Medewege, Lewenberg, Paulsstadt, Feldstadt, Görries, Neumühle und Lankow (Im Norden beginnend im Uhrzeigersinn).

## Geschichte
Im 17. Jahrhundert gehörte die Fläche zum Ratsacker. 1719 siedelten die ersten Einwohner in der Vorstadt. Im Jahr 1857 legte Georg Adolf Demmler Pläne zur Erweiterung der Stadt um einen neuen Stadtteil westlich des Obotritenrings vor, welche aber neun Jahre später im Jahr 1866 durch die Bürgerschaft abgelehnt wurden. Im Jahr 1929 entstanden 20 Wohnungen am Lambrechtsgrund. Vor den Bebauungen befanden sich auf dem Gebiet der Weststadt zwei große Gärtnereien und Kleingärten.
In den 1930 ziger Jahren entstanden die Wohnhäuser am Friesensportplatz und dann folgte die Adolf Wilbrandt- und Wossidlostraße bis zur Robert-Beltz-Straße. Die Weststadt südlich der Lübecker Straße war das erste größere Neubaugebiet Schwerins. Es entstanden die Wetterwarte, ein Berufsschule für das Baugewerbe und die Wohnhäuser um die Friesenstraße herum. Der Stadtteil wurde von 1955 bis in die 1970er Jahre in vier Bauabschnitten als neues Wohngebiet aufgebaut. Im Jahr 1955 gab es die ersten komplexere Stadterweiterung mit 430 Wohnungen zwischen dem Obotritenring und der Wittenburger Straße. 1958 wurden im Rahmen des zweiten Bauabschnitts 2000 Wohnungen und von 1959 bis 1962 die Sport- und Kongresshalle am Lambrechtsgrund errichtet. Der Schornstein des Ölheizhauses für die Sport- und Kongresshalle wurde von Heinrich Handorf in Form des ersten zehngeschossige Wohnhochhaus Schwerins gebaut, eine aufgesetzte Abströmplatte leitete den Rauch ab.
Bis zum Jahr 1962 entstanden für ungefähr 10.200 Einwohner neue Wohnungen. Zur Aufnahme der Kinder wurden 1961 die Juri-Gagarin-Schule (POS) nach Plänen von Heinrich Handorf erbaut (heute das Goethe-Gymnasium). 1966 weihte man eine Interimsschule in Flachbauweise in der Johannes-Brahms-Straße ein, diese bekam 1967 den Namen Wladimir-Komarow-Oberschule (POS). Die Schule war ein Vorläufer des späteren Sportgymnasium, mit dem Schwerpunkt Volleyball. Im Jahr 1971 kamen vier weitere zweizügige Schulen mit Sporthallen hinzu. Bis 1975 wurden insgesamt Wohnungen für 15.000 Einwohner gebaut.
An den Bauten der Weststadt kann man die zeitlicher Abfolge der Schweriner Baugeschichte erkennen. Die ersten Bauten in der Friesen-, Joh.-R.-Becher-, Schillerstraße wurden noch in traditioneller Ziegelbauweise errichtet, anschließend kam die industrielle Großblockbauweise zum Einsatz, die wiederum von der Taktstraßenmethode abgelöst wurde. In den 1970er Jahren entstanden die sogenannten Initiativ-Hochhäuser (Abordnung von Handwerkern und Ingenieuren aus den VEB zur Errichtung dieser Häuser) an der Lessing- und Brechtstraße im Tunnelschalverfahren.

## Sehenswertes

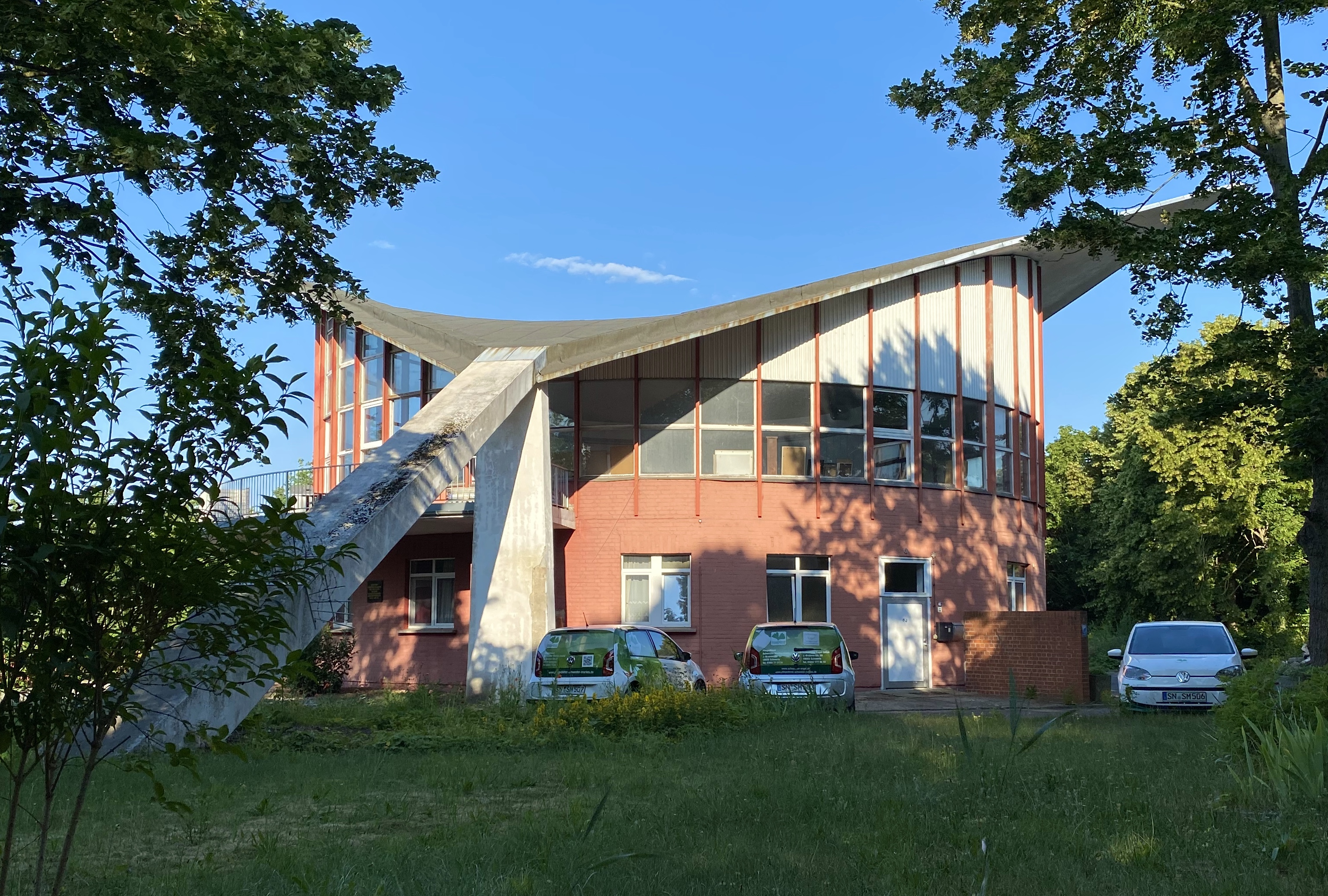
Gaststätte Panorama

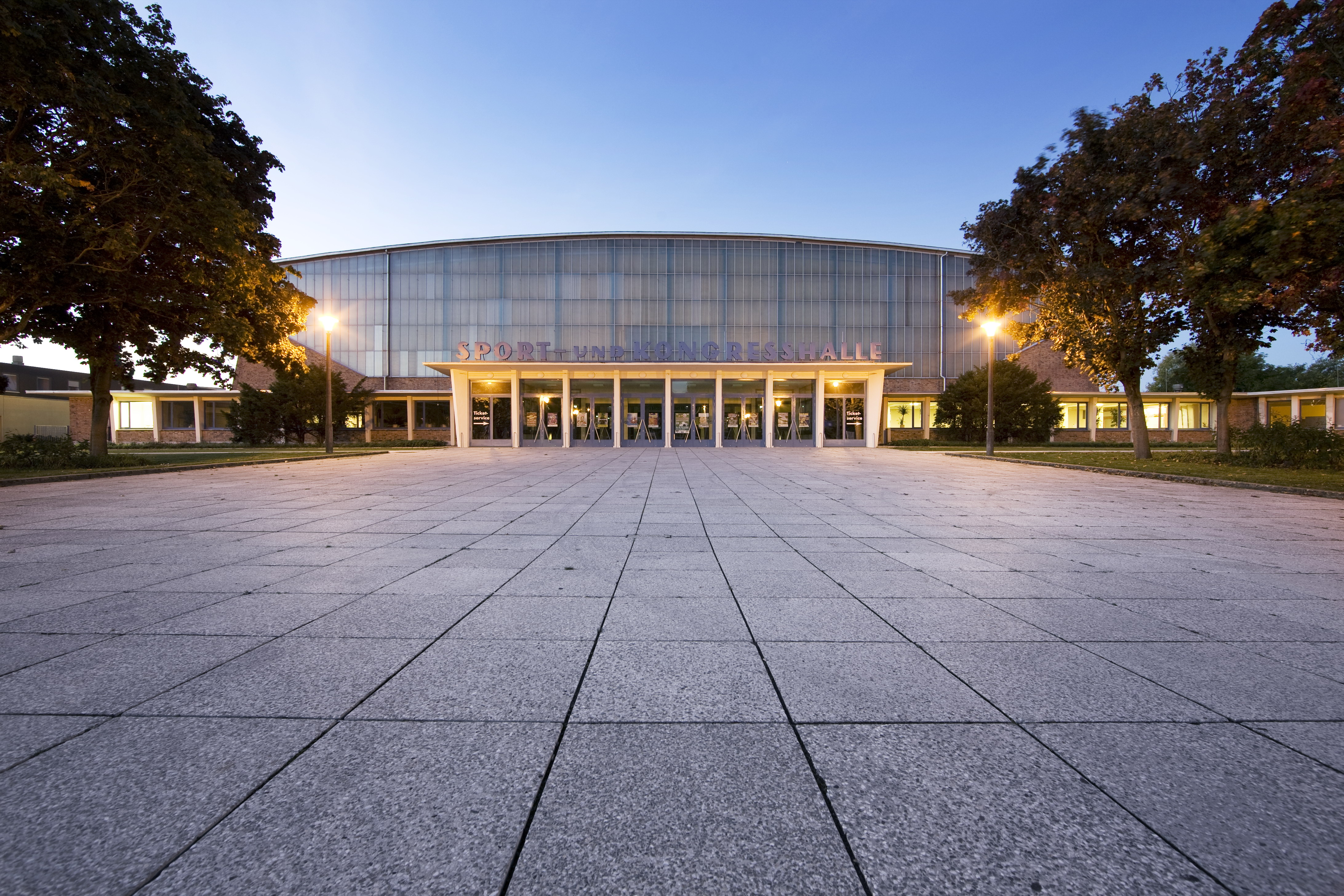
Sport- und Kongresshalle

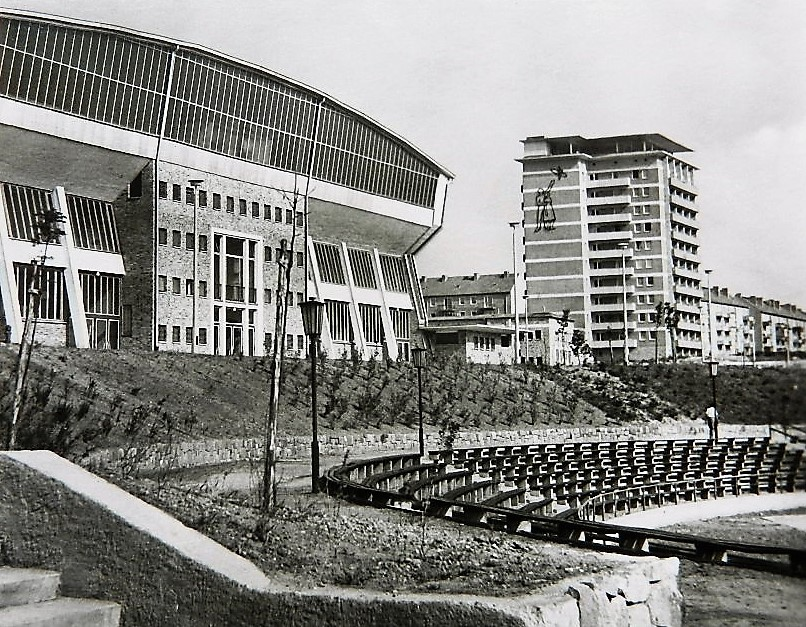
Wohnhochhaus 1963 mit integrierten Schornstein

- Gaststätte Panorama, auch Hyparschale Schwerin genannt, Johannes-Brahms-Straße 65 / Wittenburger Straße, denkmalgeschütztes Bauwerk, 1972 von Ulrich Müther und Karl Kraus
- Sport- und Kongresshalle, Wittenburger Straße 118, 1962 von Hans Fröhlich (Rostock)
- Erstes Wohnhochhaus in Schwerin 1963, von Heinrich Handorf

## Verkehr
Im östlichen Teil wird die Weststadt durch den Obotritenring begrenzt sowie durch die Bundesstraße 104.
Darüber hinaus verläuft die Lübecker Straße durch den Ortsteil, die wie der Name schon andeutet, Richtung Lübeck führt. Ebenso durchläuft die Wittenburger Straße den Stadtteil, welche sowohl zum Nachbarortsteil Neumühle, als auch zur Umgehungsstraße L72 führt und darüber hinaus die Stadt mit dem Umland, wie zum Beispiel mit den Gemeinden Wittenförden und Klein Rogahn, verbindet.